# Biwabik
Biwabik ist eine Stadt im St. Louis County in Minnesota, Vereinigte Staaten. Das U.S. Census Bureau hat bei der Volkszählung 2020 eine Einwohnerzahl von 961 ermittelt. Der Name der Stadt ist von der Bezeichnung für Eisen in der Sprache der Ojibwe, Biwabiko-nabik-wan, abgeleitet.

## Geografie
Der liegt an der Minnesota State Route 135. Nach den Angaben des United States Census Bureaus hat die Stadt eine Fläche von 13,2 km², wovon 12,4 km² auf Land und 0,9 km² (= 6,65 %) auf Gewässer entfallen.

## Demografische Daten
Zum Zeitpunkt des United States Census 2000 bewohnten Biwabik 954 Personen. Die Bevölkerungsdichte betrug 77,2 Personen pro km². Es gab 492 Wohneinheiten, durchschnittlich 39,8 pro km². Die Bevölkerung Hoquiams bestand zu 97,59 % aus Weißen, 2,10 % Native American, 0,10 % Asian, 0,10 % Pacific Islander, 0,10 % nannten zwei oder mehr Rassen.
Die Bewohner Biwabiks verteilten sich auf 454 Haushalte, von denen in 25,1 % Kinder unter 18 Jahren lebten. 44,1 % der Haushalte stellten Verheiratete, 9,5 % hatten einen weiblichen Haushaltsvorstand ohne Ehemann und 41,4 % bildeten keine Familien. 37,0 % der Haushalte bestanden aus Einzelpersonen und in 17,6 % aller Haushalte lebte jemand im Alter von 65 Jahren oder mehr alleine. Die durchschnittliche Haushaltsgröße betrug 2,09 und die durchschnittliche Familiengröße 2,69 Personen.
Die Stadtbevölkerung verteilte sich auf 20,8 % Minderjährige, 7,1 % 18–24-Jährige, 26,6 % 25–44-Jährige, 25,4 % 45–64-Jährige und 20,1 % im Alter von 65 Jahren oder mehr. Das Durchschnittsalter betrug 42 Jahre. Auf jeweils 100 Frauen entfielen 92,7 Männer. Bei den über 18-Jährigen entfielen auf 100 Frauen 90,9 Männer.
Das mittlere Haushaltseinkommen in Biwabik betrug 28.359 US-Dollar und das mittlere Familieneinkommen erreichte die Höhe von 37.386 US-Dollar. Das Durchschnittseinkommen der Männer betrug 41.250 US-Dollar, gegenüber 21.136 US-Dollar bei den Frauen. Das Pro-Kopf-Einkommen in Biwabik war 16.182 US-Dollar. 17,0 % der Bevölkerung und 11,7 % der Familien hatten ein Einkommen unterhalb der Armutsgrenze, davon waren 29,9 % der Minderjährigen und 11,1 % der Altersgruppe 65 Jahre und mehr betroffen.